# 日立情報通信エンジニアリング
株式会社日立情報通信エンジニアリング（ひたちじょうほうつうしんエンジニアリング、英: Hitachi Information & Telecommunication Engineering, Ltd.）はみなとみらいに本社を置く、主に情報通信機器の設計,開発を行う企業。日立グループの情報通信分野の中核を担う企業の一つ。

## 概要
2006年に日立インフォメーションテクノロジーと日立ハイブリットネットワークが合併し、発足した。
WIDEプロジェクトスポンサー。
2007年、玉川大学広田教授らと共に、世界初の商用光ファイバ伝送路を用いた量子暗号通信に成功した。
2019年、健康経営優良法人認定制度において、ホワイト500の認定を受けた。

## 主な事業

### エンジニアリング
LSI開発、特にミッションクリティカルな基幹システム向けの高信頼FPGA設計
およびMDB手法による画像処理LSIの開発に強みを持つ。量子アプリ社会実装コンソーシアムにおいて、中性子照射試験サポート・ソフトエラー対策のコンサルティングを務める。

### ネットワーキング
情報通信機器の製造だけでなく、NI事業も手がける。シスコシステムズのゴールドインテグレーターであり、2021年にSecurity Partner of the Yearを受賞している。
ipテレフォニーの国内市場で約7割のシェアを持つ。2023年に、事業所用デジタルコードレス電話システムの新機種向け端末を発表した。

## 沿革
- 2006年（平成18年）10月 - 日立インフォメーションテクノロジーと日立ハイブリッドネットワークの合併により、日立情報通信エンジニアリング株式会社となる。
- 2013年（平成25年）4月 - 日立情報通信エンジニアリングと日立コンピューター機器が合併し、株式会社日立情報通信エンジニアリングとなる[18]。

## スポーツ

### バドミントン部
S/Jリーグ所属の実業団バドミントンチームを擁する。
神奈川県を中心に地域活動を行っている。2025年の労働大臣杯争奪全日本実業団選手権大会で初優勝